# Laura Moise-Moricz
Laura Moise-Moricz (Onești, 11 de octubre de 1976) es una deportista rumana que compitió en judo. Ganó cinco medallas en el Campeonato Europeo de Judo entre los años 1996 y 2002.

## Palmarés internacional
| Campeonato Europeo | Campeonato Europeo      | Campeonato Europeo | Campeonato Europeo |
| Año                | Lugar                   | Medalla            | Categoría          |
| ------------------ | ----------------------- | ------------------ | ------------------ |
| 1996               | La Haya (Países Bajos)  | Medalla de bronce  | –48 kg             |
| 1999               | Bratislava (Eslovaquia) | Medalla de plata   | –48 kg             |
| 2000               | Breslavia (Polonia)     | Medalla de oro     | –48 kg             |
| 2001               | París (Francia)         | Medalla de plata   | –48 kg             |
| 2002               | Maribor (Eslovenia)     | Medalla de bronce  | –48 kg             |